# François Boucq
François Boucq (Lille, 28 de novembro de 1955) é um desenhista francês de banda desenhada. Iniciou sua carreira produzindo cartuns nas revistas Le Point, L'Expansion e Playboy nos anos 1970. No final da década de 70, começou a desenhar álbuns de banda desenhada. É mais conhecido pela saga Bouncer, com roteiro de Alejandro Jodorowsky, com quem fez parcerias recorrentes; além das graphic novels La Femme du Magicien (1986) e Bouche du Diable (1990), este último lançado no Brasil.
Lançou diversas obras na Humanoïdes Associés, onde trabalhou ao lado de artistas como Jean Giraud e Juan Giménez. Foi agraciado com o Prêmio Albert-Uderzo especial pelo conjunto de sua obra, em 2007, e com o Grande Prêmio do Festival de Angoulême, em 1998.